# Magallanes y de la Antártica Chilena
Región de Magallanes y de la Antártica Chilena är Chiles sydligaste och till ytan största region. Regionen består av fyra provinser med Punta Arenas som huvudstad.
Även om det är Chiles största region så är mycket av dess område olämpligt för befolkning. Inom regionen ligger Diego Ramirezöarna, Chiles och Sydamerikas sydligaste område. Området innehåller även Chiles antarktiska territorier. 

## Provinser
- Provincia de la Antártica Chilena
- Provincia de Magallanes
- Provincia de Tierra del Fuego
- Provincia de Última Esperanza